# Коробкино (Луганская область)
Коробкино (укр. Коробкине) — село, относится к Ровеньковскому городскому совету Луганской области Украины. Под контролем самопровозглашённой Луганской Народной Республики.

## География
Соседние населённые пункты: посёлки Кленовый, Покровка, Калиновка, Новодарьевка на юго-востоке, Великокаменка, Павловка, сёла Медвежанка, Николаевка, Нагорное на северо-востоке, Палиевка и Каменка на севере, Мечетка на северо-западе, Вербовка, посёлки Новоукраинка, Пролетарский на западе, село Лозы на юго-западе, город Ровеньки на юге.

## Население
Население по переписи 2001 года составляло 69 человек.

## Общие сведения
Почтовый индекс — 94783. Телефонный код — 6433. Занимает площадь 0,406 км². Население на 2011 год — 75 человек. Код КОАТУУ — 4412346001.

## Местный совет
94783, Луганская обл., Ровеньковский городской совет, пгт. Кленовый, ул. Театральная, 14